# Orlando da Costa
Orlando António Fernandes da Costa ComL (Lourenço Marques, 2 de Julho de 1929 — Lisboa, 27 de Janeiro de 2006) foi um escritor comunista e copywriter português. Foi pai do primeiro-ministro António Costa e do jornalista Ricardo Costa.

## Família
Nasceu em Moçambique, filho de Luís Afonso Maria da Costa, goês católico, descendente directo por varonia de Marada Poi, Brâmane Gaud Saraswat do século XVI, e descendente por via feminina dos Álvares, de linhagem Brâmane de Primeiro Goankar brasonada de Margão, que recebia de tributo uma libra de ouro. Filho de Amélia Maria Fréchaut Fernandes, nascida em Moçambique de mãe Francesa, e irmão mais novo de João José Fernandes da Costa, casado com Sinnika Jussilainen, Finlandesa, com uma filha Anna Karina Jussilainen da Costa e um filho Luís Rohin Jussilainen da Costa. Passou a infância e a juventude em Goa, até se mudar para Lisboa.

## Biografia
Licenciado em Ciências Histórico-Filosóficas pela Faculdade de Letras da Universidade de Lisboa, foi militante do MUD Juvenil e chegou a ser preso pela PIDE. Aderiu formalmente ao Partido Comunista Português em 1954 e também era membro do Partido Popular de Goa.
Terminado o curso, não conseguiu estabelecer-se como professor, porque a PIDE emitiu parecer negativo. Encontraria na publicidade o seu percurso profissional – atividade a que chamava «poesia por encomenda» – tornando-se um dos primeiros copywriters do país. Integrou durante vários anos a agência Marca, dos irmãos Anahory, onde ascendeu a diretor-geral. Trabalhou, entre outras marcas, com a Ford, a Volkswagen, a Miele, a Nestlé, as Páginas Amarelas e a Mabor. Escrevia os guiões para os anúncios filmados, por exemplo, por José Fonseca e Costa. Foi dele o slogan da TAP «Através do mundo em boa companhia».
Escritor, no ano em que nasceu o seu primeiro filho, António Costa, Orlando publicou o seu primeiro romance, O Signo da Ira. Todos os exemplares foram apreendidos pela PIDE, tal como tinha acontecido com os três livros de poesia anteriores: A Estrada e a Voz, Os Olhos sem fronteira e Sete Odes do Canto Comum. O mesmo viria a acontecer a Podem Charmar-me Eurídice. Posteriormente, dedicou-se sobretudo à escrita de poesia e de teatro.
Orlando da Costa consta como o sétimo autor português com mais livros proibidos pela censura do Estado Novo (cinco no total).
Pelo conjunto da sua obra, a Academia de Ciências de Lisboa atribuiu-lhe o Prémio Ricardo Malheiros. O livro de poemas Os Netos de Norton (1994) valeu-lhe o Prémio Eça de Queiroz, da Câmara Municipal de Lisboa.
Poucos dias antes de falecer, a 5 de Janeiro de 2006, recebeu das mãos de Jorge Sampaio o grau de Comendador da Ordem da Liberdade.
À data da sua morte, desenvolvia no PCP atividade na área da cultura literária.

## Casamentos e descendência
Casou primeira vez com a jornalista Maria Antónia de Assis dos Santos, duma família laica, republicana e liberal do Seixal, Membro Vitalício do Conselho Geral da Fundação Mário Soares desde 10 de Março de 1996, filha de Ítalo Ferrer dos Santos e de sua mulher Angelina Painço de Assis e irmã de Jorge Ítalo de Assis dos Santos. O casal teve uma filha, Isabel dos Santos da Costa (1957-1960), que morreu num acidente de viação, e um filho, o político António Costa. Nunca recuperaram da morte da filha e divorciaram-se em 1962. Maria Antónia casou segunda vez com o arquiteto Victor Palla e terceira vez em 1974 com Manuel Pedroso Marques. Ele casou segunda vez com Inácia Martins Ramalho de Paiva, da qual teve um filho, o jornalista Ricardo Costa. Era primo-irmão da mãe de Sérgio Vieira e de José Castelo Branco.

## Obras
- 1951 - A Estrada e a Voz
- 1953 - Os Olhos sem Fronteira
- 1955 - Sete Odes do Canto Comum
- 1961 - O Signo da Ira
- 1964 - Podem Chamar-me Eurídice
- 1971 - Sem Flores nem Coroas
- 1979 - Canto Civil
- 1984 - A como estão os cravos hoje?
- 1994 - Os Netos de Norton
- 2000 - O Último Olhar de Manú Miranda